# Ashley Young
Ashley Young   (Stevenage, 9 de juliol de 1985) és un futbolista anglès, d'origen jamaicà, que actualment juga a l'Aston Villa FC de la FA Premier League. És un jugador dretà, la posició natural del qual és la d'extrem esquerre, encara que també pot jugar per la banda dreta i de segon davanter. Es caracteritza per la seua velocitat, per la seua capacitat de desbordament, pels seus centres precisos a l'àrea i pel seu gran colpeig de pilota. És comparat amb David Beckham per la seua capacitat per a centrar i donar assistències de gol.

## Biografia
Té dos germans menors que juguen en el Watford FC, Lewis i Kyle, que juga en els infantils. Els tres són seguidors de l'Arsenal FC, mentre que els seus pares ho són del Tottenham Hotspur FC. Ashley va coincidir en el col·legi, The John Henry Newman School, amb Lewis Hamilton, pilot de Fórmula 1, amb qui va jugar en el mateix equip.

## Trajectòria futbolística

### Watford FC
En setembre del 2003, amb 18 anys, debutà en el Watford FC. Jugà com a suplent en cinc partits, marcant tres gols, i va jugar com a titular el seu primer partit en la Copa de la Lliga. La següent temporada disputà 34 partits i el seu equip el nomenà Millor Jugador Jove.
En el mercat d'hivern de 2007, va rebutjar una oferta de 10 milions de lliures procedent del West Ham United FC, perquè volia fitxar per un club que no tinguera problemes de descens.

### Aston Villa FC
El 18 de gener de 2007, va ser traspassat a l'Aston Villa per 8 milions de lliures, sent presentat el dia 23 i debutant amb un gol en el partit que el seu equip va perdre, 3-1, en St. James' Park enfront del Newcastle United. Eixa temporada va ser premiat diverses vegades com millor jugador del partit, el que li va dur a la selecció, a més, amb 17 assistències, fou el segon màxim assistent de la lliga després de Cesc Fàbregas i va ser inclòs en l'Equip de l'Any.
A l'octubre de 2008 va rebre el premi a Jugador del Mes, repetint el premi a l'abril del mateix any, sent l'únic que ho rebia més d'una vegada juntament amb Cristiano Ronaldo, Wayne Rooney i Steven Gerrard. El 4 de novembre de 2008, va signar un contracte de 4 anys amb l'Aston Villa fins a 2012.
La temporada 2008-2009 va ser molt bona per a Young, en la qual destacà en l'atac vilatà juntament amb el davanter anglès Gabriel Agbonlahor. En eixa temporada jugaria la Copa de la UEFA.

## Internacional
El 31 d'agost de 2007, Steve McClaren ho va convocar per primera vegada per a la selecció anglesa per a disputar els partits de classificació per a l'Eurocopa de 2008 contra Rússia i Israel. El 16 de novembre de 2007, Young va fer finalment el seu debut internacional amb la selecció anglesa com suplent en un partit amistós contra Àustria. També ha estat convocat amb l'arribada de Fabio Capello a la selecció anglesa i va jugar en el partit amistós en el qual Anglaterra va guanyar a Alemanya per 1-2.

## Clubs
| Club                 | País       | Any       |
| -------------------- | ---------- | --------- |
| Watford FC           | Anglaterra | 2003-2007 |
| Aston Villa FC       | Anglaterra | 2007-2011 |
| Manchester United FC | Anglaterra | 2011-     |

## Estadístiques
Última Actualització: 16/12/08
| Club                 | Temporada            | Lliga | Lliga | Lliga   | FA Cup | FA Cup | FA Cup  | Copa de la Lliga | Copa de la Lliga | Copa de la Lliga | Copa de la UEFA | Copa de la UEFA | Copa de la UEFA | Total | Total | Total   |
| Club                 | Temporada            | PJ    | Gols  | Assist. | PJ     | Gols   | Assist. | PJ               | Gols             | Assist.          | PJ              | Gols            | Asist.          | PJ    | Gols  | Assist. |
| -------------------- | -------------------- | ----- | ----- | ------- | ------ | ------ | ------- | ---------------- | ---------------- | ---------------- | --------------- | --------------- | --------------- | ----- | ----- | ------- |
| Aston Villa          | 08-09                | 17    | 5     | 6       | 0      | 0      | 0       | 1                | 0                | 0                | 7               | 2               | 4               | 25    | 7     | 10      |
| Aston Villa          | 07-08                | 37    | 8     | 17      | 1      | 0      | 0       | 0                | 0                | 0                | 0               | 0               | 0               | 38    | 8     | 17      |
| Aston Villa          | 06-07                | 13    | 2     | 3       | 0      | 0      | 0       | 0                | 0                | 0                | 0               | 0               | 0               | 13    | 2     | 3       |
| Aston Villa          | Total                | 66    | 14    | 24      | 0      | 0      | 0       | 1                | 0                | 0                | 7               | 2               | 4               | 75    | 16    | 28      |
| Watford              | 06-07                | 20    | 3     | 3       | 1      | 0      | 0       | 2                | 1                | 2                | 0               | 0               | 0               | 24    | 4     | 5       |
| Watford              | 05-06                | 42    | 14    | 13      | 1      | 1      | 0       | 0                | 0                | 0                | 0               | 0               | 0               | 43    | 15    | 13      |
| Watford              | 04-05                | 34    | 0     | 1       | 0      | 0      | 0       | 4                | 0                | 0                | 0               | 0               | 0               | 38    | 0     | 1       |
| Watford              | 03-04                | 5     | 3     | 0       | 0      | 0      | 0       | 1                | 0                | 0                | 0               | 0               | 0               | 6     | 3     | 0       |
| Watford              | Total                | 101   | 20    | 17      | 2      | 1      | 0       | 7                | 1                | 2                | 0               | 0               | 0               | 110   | 22    | 19      |
| Total en trajectòria | Total en trajectòria | 167   | 36    | 41      | 3      | 1      | 0       | 8                | 1                | 2                | 5               | 2               | 4               | 185   | 38    | 45      |